# Hilara ponti
Hilara ponti är en tvåvingeart som beskrevs av Chvala 1981. Hilara ponti ingår i släktet Hilara och familjen dansflugor.
Artens utbredningsområde är Spanien. Inga underarter finns listade i Catalogue of Life.